# Trio Maldito

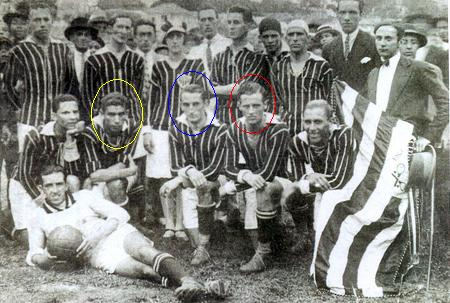
Mário de Castro, circulado de vermelho; Jairo, de azul; e Said, de amarelo formavam o Trio Maldito do Atlético na década de 30.

O Trio Maldito foi um trio de ataque formado pelos atacantes Mário de Castro, Jairo e Said, que atuaram no Atlético entre os anos de 1927 e 1931. Receberam este nome graças a quantidade de gols marcados pelo trio e pela habilidade mostrada pelos atletas.

## Introdução
Mário de Castro e Said vieram a Belo Horizonte para estudar medicina e direito, respectivamente, o primeiro natural da cidade de Formiga e o segundo da cidade de Congonhas. Ambos estrearam no Atlético no fim do ano de 1926. O terceiro integrante do famoso trio era Jairo, natural de Muriaé, veio a Belo Horizonte para estudar medicina e ingressou no Atlético já no ano de 1927.
O número de gols marcados pelo trio é impressionante principalmente por dois fatores, a época o futebol era totalmente amador e os jogadores não se dedicavam a função, somente os atletas que mais se destacavam conseguiam ganhar pequenas quantias em dinheiro para atuar, o outro era que a época dificilmente se jogava mais de 30 jogos por ano, sendo que a maioria era aos domingos, o trio, os três juntos disputaram 99 partidas marcando um total de 467 gols, o que dá ao trio uma impressionante média de 4,71 gols por partida

## O Trio Maldito

### Mario de Castro
Mário de Castro era o centroavante títular do time e se tornou o nome mais conhecido e emblemático desse trio no time em que atuou por cinco temporadas. Mário de Castro fez, entre os anos de 1926 e 1931, um total de 99 partidas pelo Atlético e nesse período marcou 194 gols. Graças a essa marca foi o primeiro jogador de um time mineiro a ser convocado para a Seleção Brasileira, convocação que ele acabou recusando dizendo que o meu futebol é somente para o Atlético. Muitos anos depois, revelou em entrevista que não aceitou a convocação por saber que iria para ser reserva de Carvalho Leite, a época atacante do Botafogo. Com médias maiores e se considerando melhor que o atacante botafoguense, Mário de Castro achou que não deveria aceitar o convite para ser reserva e assim os times mineiros não tiveram representantes na primeira Copa do Mundo de futebol, em 1930. Em 1940, Mário de Castro voltaria ao Galo para fazer seu último jogo, o de número 100, marcando nesse seu último gol, o de número 195, obtendo assim a maior média de gols de um atacante em toda a história do futebol, 1,95 gols por partida. Mario de Castro havia encerrado sua carreira por causa de um tumulto ocorrido após a final do campeonato regional de 1931. O Atlético sagrou-se campeão sobre o Villa Nova, mas um dirigente atleticano, no tumulto, disparou uma arma de fogo e matou uma pessoa. Ele diria que o esporte não era para trazer violência e sim para acabar com ela, e "pendurou as chuteiras".

### Jairo
O ponteiro Jairo também chegou ao Atlético no ano de 1926 e vestiu a camisa atleticana até o ano de 1933. Não se sabe ao certo quantas partidas Jairo teria feito usando a camisa alvinegra, mas o número de gols que se estima que foram feitos pelo ex-ponteiro atleticano é de 122, fazendo dele o 12º maior artilheiro da história do Atlético, ao lado do também ponteiro Éder Aleixo.[carece de fontes?]

### Said
Said era o meio-armador do time. Seu amor pelo futebol era tão grande que fez com que ele prorrogasse a obtenção de seu diploma de direito por várias vezes. Ele deveria tê-lo obtido no ano de 1932, mas pelo futebol só acabou o obtendo no ano de 1942. Dono de um forte chute, acabou ficando conhecido pelo apelido de "Abi-chute". Foi Said, integrante da colônia árabe no Brasil, quem iniciou a estreita relação que foi única por várias décadas em Belo Horizonte entre os árabes e o Atlético, mais recentemente representada pelas figuras de Elias Kalil, ex-presidente do Atlético entre os anos de 1980 e 1985, e por seu filho, Alexandre Kalil, que presidiu o clube entre 2008 e 2014. Said atuou no Atlético até o ano de 1932 e voltou posteriormente, em 1934, para jogar mais uma temporada. Em sua passagem pelo clube fez um total de 142 gols, mas não se sabe ao certo em quantas partidas esse número de gols foi alcançado. Said é hoje o 6º maior artilheiro do Atlético.[carece de fontes?]